# Жилински край
Жилинският край (на словашки: Žilinský kraj) е сред 8-те края на Словашката република. Административен център на окръга е град Жилина. Разположен е в северната част на страната. Площта му е 6788 км², а населението е 691 613 души (по преброяване от 2021 г.).

## Административно деление
Жилинският край се състои от 11 окръга (на словашки: okresy):
- окръг Битча (Bytča)
- окръг Долни Кубин (Dolný Kubín)
- окръг Жилина (Žilina)
- окръг Кисуцке Нове Место (Kysucké Nové Mesto)
- окръг Липтовски Микулаш (Liptovský Mikuláš)
- окръг Мартин (Martin)
- окръг Наместово (Námestovo)
- окръг Ружомберок (Ružomberok)
- окръг Турчианске Теплице (Turčianske Teplice)
- окръг Твърдошин (Tvrdošín)
- окръг Чадца (Čadca)